# Blodhirs
Blodhirs (Digitaria sanguinalis) är en växtart i familjen gräs. Den är ettårig och cirka 30 centimeter hög.
Växten har upprätta strån, och både bladslidor och bladskivor är försedda med långa hår; bladkanterna är mycket sträva. I likhet med de övriga arterna i släktet har blodhirs en ovanlig blomställning, med småax i ax och med axen samlade på strået i en flocklik form. Blomningen sker under sensommaren.
Blodhirs har en nästan världsomspännande utbredning. Den förekommer i de södra delarna av Sverige, vanligtvis på ruderatmark och mark som tillfälligt odlats upp.